# 9902 Kirkpatrick
9902 Kirkpatrick là một tiểu hành tinh vành đai chính. Nó quay quanh Mặt Trời mỗi 3.29 year.
Được phát hiện ngày 3 tháng 7 năm 1997 bởi Paul Comba ở Đài thiên văn Prescott, tên chỉ định của nó là "1997 NY". Nó được đổi tên "Kirkpatrick" for Ralph Kirkpatrick, eminent American harpsichordist, clavichordist, musicologist và teacher.